# My Girl
"My Girl" är den tredje singeln från det brittiska ska-/popbandet Madness. Texten och musiken skrevs av bandets pianist Michael Barson. Det var en av de första låtarna han skrev och det var mycket på grund av den som Madness fick sitt skivkontrakt med Stiff Records. Den var lite popigare än de två första singlarna – "The Prince" och "One Step Beyond" – som var mer åt ska-hållet.
Trots att många trodde att den skulle försvinna bland alla julskivor, nådde den en tredjeplats på Englandslistan i början av 1980. I Frankrike blev den etta, vilket var Madness första förstaplats någonsin. Det var även deras första singel som släpptes i Sverige.
Madness fick äran att bli det första bandet att uppträda i musik-TV-programmet Top of the Pops i det nya decenniet, med "My Girl".
1984 släppte Stiff en cover på "My Girl" med Tracey Ullman, fast nu var den omdöpt till "My Guy". Det skedde utan Madness godkännande (bortsett från basisten Mark Bedford, som också spelade på "My Guy"), vilket ledde till att Madness lämnade Stiff. 
"My Girl" finns med på albumet One Step Beyond och på de flesta av Madness samlingsalbum. Demoversionen, där Michael Barson sjunger, finns med på B-sidan till The Return of the Los Palmas 7.
När Madness gjorde comeback 1992 släpptes "My Girl" som singel ännu en gång.

## Låtlista
7" vinyl
1. "My Girl" (Michael Barson) – 2:41
2. "Stepping Into Line" (Graham McPherson, Mark Bedford, John Hasler) – 2:16

12" vinyl
1. "My Girl" (Barson) – 2:41
2. "Stepping Into Line" (McPherson, Bedford, Hasler) – 2:16
3. "In the Rain" (McPherson, Lee Thompson) – 2:44